# Eid
Gmina Eid (norw. Eid kommune) – norweska gmina leżąca w regionie Sogn og Fjordane. Jej siedzibą jest miasto Nordfjordeid.
Eid jest 214. norweską gminą pod względem powierzchni.

## Demografia
Według danych z roku 2005 gminę zamieszkuje 5766 osób. Gęstość zaludnienia wynosi 12,32 os./km². Pod względem zaludnienia Eid zajmuje 174. miejsce wśród norweskich gmin.
| ludność stan na 1 stycznia 2005 |         |           |       |
|                                 | kobiety | mężczyźni | razem |
| osób                            | 2856    | 2910      | 5766  |
| %                               | 49,53%  | 50,47%    | 100%  |

| wykształcenie stan na 1 października 2004 |            |         |        |          |
|                                           | podstawowe | średnie | wyższe | nieznane |
| osób                                      | 633        | 2811    | 947    | 73       |
| %                                         | 14,18%     | 62,97%  | 21,21% | 1,64%    |

## Edukacja
Według danych z 1 października 2004:
- liczba szkół podstawowych (norw. grunnskolar): 6
- liczba uczniów szkół podst.: 878

## Władze gminy
Według danych na rok 2011 administratorem gminy (norw. rådmann) jest Ørjan Raknes Forthun, natomiast burmistrzem (norw. ordfører, d. borgermester) jest Sonja Edvardsen.